# コンスタンティノス・タスラス
コンスタンティノス・タスラス（ギリシア語: Κωνσταντίνος Τασούλας、1959年7月17日 - ）は、ギリシャの政治家、弁護士。ギリシャ議会議長（2019年 - 2025年）を経て、2025年より大統領を務める。新民主主義党所属で、2000年から2025年までヨアニナ県選出のギリシャ議会議員であった。アントニス・サマラス政権の2014年から2015年にかけて、文化・スポーツ相を務めた。

## 経歴
ヨアニナ出身。アテネ大学のアテネ・ロースクールに学び、1981年に法学士号を取得した。アテネとロンドンで、弁護士として勤務した。
早くから新民主主義党に加入し、1981年から1990年までベテラン政治家のエヴァンゲロス・アヴェロフの特別秘書を務めた。1990年、アテネ郊外のキフィシア市議会議員に選出され、1994年には市長となった。また、1990年に輸出支援機構の長官に任命され、1993年まで務めた。
2000年、ヨアニナ県からギリシャ議会議員に初当選。2006年には新民主主義党の議員代表団に加わり、2010年にはその幹事長となった。2007年に国防副大臣、2014年から翌年にかけてはスポーツ・文化相を務めた。
2019年の総選挙ののち、タスラスはギリシャ議会議長に選出された。政権与党の新民主主義党に加えて、野党の急進左派連合、PASOK・変革運動 (KINAL) 、ギリシャの解決策 (EL) 、MeRA25からも幅広い支持を得て、283票を獲得した。タスラスは史上初めて、公開投票で議長に選出された。
2025年1月、首相キリアコス・ミツォタキスはタスラスを大統領とするという、ギリシャ議会が示していた人事案を了承した。タスラスも指名を受け入れていたが、野党からは反発があった。4回にわたる投票の結果、2月12日に全300議員中160票を得てタスラスが大統領に選出された。3月13日に大統領に就任した。

## 人物
ファニ・スタトプル夫人とのあいだに二子がいる。